# Hariton Pushwagner
Terje Brofos, dit Hariton Pushwagner et le plus souvent Pushwagner (né  le 2 mai 1940 à Oslo et mort dans la même ville le 24 avril 2018), est un peintre pop norvégien connu dans son pays pour ses provocations et son style de vie.
Il est également connu pour sa bande dessinée Soft City, réalisée au début des années 1970, redécouverte à la fin des années 2000 et célébrée par la critique et des auteurs comme Chris Ware lors de sa réédition en anglais.

## Biographie

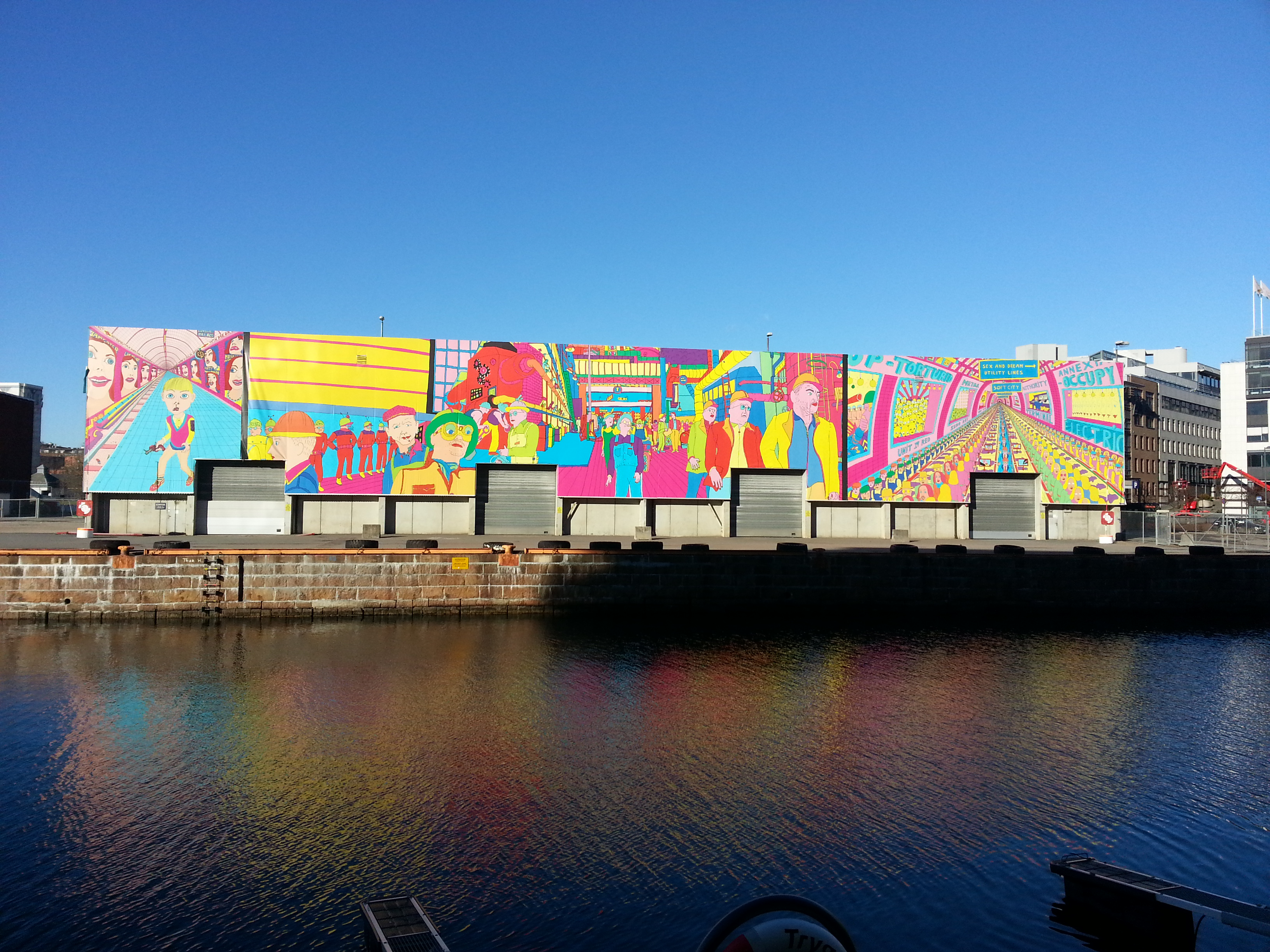
Bâtiment décoré par Pushwagner à Oslo (2015).

## Distinction
- 2009 : prix Sproing de la meilleure bande dessinée norvégienne pour Soft City.